# Кузнецов, Василий Александрович (химик)
Василий Александрович Кузнецов (1918—1990) — советский учёный и педагог в области электрохимии, организатор науки, доктор химических наук, профессор. Ректор Уральского государственного университета (1968—1976).

## Биография
Родился 10 января 1918 года в деревне Лепручей Кондушского сельсовета Вытегорского уезда Олонецкой губернии в крестьянской семье.
С 1935 по 1940 годы проходил обучение в Ленинградском химико-технологическом институте, по окончании которого получил специализацию инженера-электрохимика. С 1940 года начал работать инженером на Волховском алюминиевом заводе.
С 1940 года призван в ряды Рабоче-Крестьянской Красной армии и направлен в Выборгский артиллерийский полк, служил в должности — старшего телефониста отделения связи взвода управления артиллерийской батареи. С 1941 года участник Великой Отечественной войны, воевал на Финском фронте, был тяжело ранен. С 1943 года после прохождения лечения в госпитале был комиссован из рядов Советской армии по инвалидности.
С 1943 по 1946 годы обучался в аспирантуре на кафедре электрохимии Московского государственного университета. С 1946 года начал свою педагогическую деятельность в Уральском государственном университете: с 1946 по 1948 годы — ассистент, с 1948 по 1968 годы — доцент, с 1968 по 1950 годы — профессор кафедры физической химии. С 1950 по 1956, 1960 по 1968 и с 1976 по 1985 годы — заведующий кафедрой физической химии химического факультета. С 1948 по 1956 и с 1962 по 1965 годы — декан химического факультета Уральского государственного университета. Основная его научно-методическая и преподавательская деятельность была связана с вопросами в области физической химии и теоретической электрохимии.
В 1946 году защитил диссертацию на соискание учёной степени — кандидата химических наук по теме: «Изучение механизма действия ингибиторов при растворении железа в кислотах», в 1968 году — доктора химических наук по теме: «Поверхностное натяжение и электрокапиллярные явления в некоторых двойных металлических системах». В 1968 году ему было присвоено учёное звание профессора.
С 1968 по 1976 годы ректор Уральского государственного университета.
Скончался 17 декабря 1990 года в Свердловске. Похоронен на Сибирском кладбище.

## Основные работы
- Кузнецов В. А. Исследование электрокапиллярных явлений на сплавах висмут — кадмий и поверхностного натяжения этих сплавов в вакууме // Журн. физ. химии. Т. 33, № 7. 1959. — С. 1551.
- Кузнецов В. А. Исследование электрокапиллярных явлений на сплавах теллур — золото // Журн. физ. химии. Т. 34, № 5. 1960. — С. 1077.
- Кузнецов В. А. О потенциале нулевого заряда индия // Журн. физ. химии. Т. 35, № 7. 1961. — С. 1640.
- Кузнецов В. А. Электрокапиллярные явления на сплавах Tl — Bi и поверхностное натяжение этих сплавов в вакууме // Журн. физ. химии. Т. 36, № 4. 1962. — С. 880.
- Кузнецов В. А. Электрокапиллярные явления на сплавах Tl — Sb // Журн. физ. химии. Т. 37, № 1. 1963. — С. 186.
- Кузнецов В. А. Поверхностное натяжение сплавов таллий — свинец // Журн. физ. химии. Т. 42, № 9. 1968. — С. 2265.
- Кузнецов В. А. Исследование поверхностного натяжения амальгам таллия в вакууме // Докл. АН СССР. Т. 101, № 2. 1955. — С. 301.
- Кузнецов В. А. Потенциалы нулевого заряда сплавов теллур — таллий // Докл. АН СССР. Т. 128, № 4. 1959. — С. 763.
- Кузнецов В. А. Контактные разности потенциалов между некоторыми жидкими металлами и их сплавами // Докл. АН СССР. Т. 138, № 1. 1961. — С. 156.
- Кузнецов В. А. Электрокапиллярные явления на сплавах цинк — олово и поверхностное натяжение этих сплавов в вакууме // Электрохимия. Т. 1, вып. 4. 1965. — С. 676.
- Кузнецов В. А. Влияние t на потенциалы нулевых зарядов некоторых металлов в расплаве хлоридов лития и калия // Электрохимия. Т. 2, вып. 11. 1966. — С. 1307.
- Кузнецов В. А. Электрокапиллярные явления на сплавах индий — сурьма // Электрохимия. Т. 3, вып. 11. 1967. — С. 1385.

## Награды
Основной источник:
- Орден Отечественной войны I (06.04.1985)[3] и II степени
- Орден Трудового Красного Знамени
- Медаль «За отвагу»
- Медаль «За оборону Ленинграда»
- Медаль «За победу над Германией в Великой Отечественной войне 1941—1945 гг.»

### Премия
- Премия УрГУ (1976 — за цикл работ по проблеме «Поверхностное натяжение и электрокапиллярные явления в бинарных металлических системах»)